# Tercera Federación - Grupo III 2025-26
La temporada 2025-26 del Grupo III de la Tercera Federación de fútbol comenzará el 7 de septiembre de 2025 y finalizará el 10 de mayo de 2026. Posteriormente se disputará la promoción de ascenso entre el 17 de mayo y el 7 de junio en su fase territorial, y para finalizar en su fase nacional entre el 14 y 21 de junio. Se trata de la quinta edición tras la restructuración de las categorías no profesionales por parte de la RFEF a causa de la pandemia global causada por el Coronavirus; y es la quinta categoría a nivel nacional.

## Sistema de competición
Participan dieciocho clubes encuadrados en un único grupo. Se enfrentan todos contra todos en dos ocasiones -una en campo propio y otra en campo contrario- durante un total de 34 jornadas. El orden de los encuentros se decide por sorteo antes de empezar la competición. La Federación de Fútbol de Cantabria es la responsable de designar las fechas de los partidos y los árbitros de cada encuentro, reservando al equipo local la potestad de fijar el horario exacto de cada encuentro.
Una vez finalizada la competición, el primer clasificado asciende directamente a Segunda Federación y se proclama campeón de Tercera Federación.
Los clasificados entre el segundo y el quinto lugar disputan un Play Off territorial en formato de eliminatorias a doble partido ida y vuelta. En caso de empate el vencedor de la eliminatoria es el equipo mejor clasificado. El equipo vencedor de este Play Off se clasifica a la Promoción de ascenso a Segunda Federación que tiene carácter de final interterritorial.
Los tres últimos clasificados descienden directamente a Regional Preferente. Puede haber más descensos por arrastre provocados por descensos de superior categoría.

## Ascensos y descensos
| Pos. | Ascendidos a 2.ª Federación |
| ---- | --------------------------- |
| 1.º  | U. D. Sámano                |

| Pos. | Descendidos de 2.ª Federación |
| ---- | ----------------------------- |
| 13.º | U. M. Escobedo                |
| 16.º | Gimnástica de Torrelavega     |
| 18.º | C. D. Laredo                  |

| Pos. | Ascendidos de Regional Preferente |
| ---- | --------------------------------- |
| 1.º  | Selaya F. C.                      |
| 2.º  | U. C. Cartes                      |
| 3.º  | S. D. Noja                        |
| 4.º  | C. D. Montañas del Pas            |

| Pos. | Descendidos a Regional Preferente |
| ---- | --------------------------------- |
| 13.º | S. D. Gama                        |
| 14.º | C. D. E. Atlético Mineros         |
| 15.º | S. D. Barreda Balompié            |
| 16.º | C. D. Naval                       |
| 17.º | A. D. Siete Villas                |
| 18.º | C. D. Monte                       |

## Equipos

### Listado de equipos
| Equipo                    | Localidad                  | Estadio                             | Capacidad |
| ------------------------- | -------------------------- | ----------------------------------- | --------- |
| S. D. Atlético Albericia  | Santander                  | Juan Hormaechea                     | 1.000     |
| C. D. Barquereño          | San Vicente de la Barquera | El Castañar                         | 3.000     |
| C. D. Bezana              | Santa Cruz de Bezana       | Municipal                           | 3.000     |
| U. C. Cartes              | Cartes                     | El Ansar                            | 1.000     |
| Castro F. C.              | Castro-Urdiales            | Riomar                              | 1.200     |
| C. D. Cayón               | Sarón                      | Fernando Astobiza                   | 3.500     |
| C. D. Colindres           | Colindres                  | El Carmen                           | 2.500     |
| U. M. Escobedo            | Escobedo de Camargo        | Eusebio Arce                        | 2.000     |
| Gimnástica de Torrelavega | Torrelavega                | El Malecón                          | 6.007     |
| C. D. Guarnizo            | Guarnizo                   | Campos de El Pilar                  | 3.000     |
| C. D. Laredo              | Laredo                     | San Lorenzo                         | 3.000     |
| C. D. Montañas del Pas    | San Vicente de Toranzo     | Municipal de San Vicente de Toranzo | 300       |
| S. D. Noja                | Noja                       | La Caseta                           | 3.000     |
| C. D. Revilla             | Revilla                    | El Crucero                          | 600       |
| Selaya F. C.              | Selaya                     | El Castañal                         | 2.000     |
| S. D. Torina              | Bárcena de Pie de Concha   | Municipal Bárcena de Pie de Concha  | 2.000     |
| C. D. Tropezón            | Tanos                      | Santa Ana                           | 1.500     |
| S.R.D. Vimenor C. F.      | Vioño de Piélagos          | La Vidriera                         | 800       |

| At. Albericia Barquereño Bezana Cartes Castro Cayón Colindres Escobedo Gimnástica Guarnizo Laredo Montañas del Pas Noja Revilla Selaya Torina Tropezón Vimenor |

## Clasificación
| Pos. | Equipo                    | Pts. | PJ | G | E | P | GF | GC | Dif. |                                                    |
| ---- | ------------------------- | ---- | -- | - | - | - | -- | -- | ---- | -------------------------------------------------- |
| 1    | S. D. Atlético Albericia  | 0    | 0  | 0 | 0 | 0 | 0  | 0  | 0    | Ascenso a Segunda Federación y Copa del Rey        |
| 2    | C. D. Barquereño          | 0    | 0  | 0 | 0 | 0 | 0  | 0  | 0    | Acceso a Promoción de Ascenso a Segunda Federación |
| 3    | C. D. Bezana              | 0    | 0  | 0 | 0 | 0 | 0  | 0  | 0    | Acceso a Promoción de Ascenso a Segunda Federación |
| 4    | U. C. Cartes              | 0    | 0  | 0 | 0 | 0 | 0  | 0  | 0    | Acceso a Promoción de Ascenso a Segunda Federación |
| 5    | Castro F. C.              | 0    | 0  | 0 | 0 | 0 | 0  | 0  | 0    | Acceso a Promoción de Ascenso a Segunda Federación |
| 6    | C. D. Cayón               | 0    | 0  | 0 | 0 | 0 | 0  | 0  | 0    |                                                    |
| 7    | C. D. Colindres           | 0    | 0  | 0 | 0 | 0 | 0  | 0  | 0    |                                                    |
| 8    | U. M. Escobedo            | 0    | 0  | 0 | 0 | 0 | 0  | 0  | 0    |                                                    |
| 9    | Gimnástica de Torrelavega | 0    | 0  | 0 | 0 | 0 | 0  | 0  | 0    |                                                    |
| 10   | C. D. Guarnizo            | 0    | 0  | 0 | 0 | 0 | 0  | 0  | 0    |                                                    |
| 11   | C. D. Laredo              | 0    | 0  | 0 | 0 | 0 | 0  | 0  | 0    |                                                    |
| 12   | C. D. Montañas del Pas    | 0    | 0  | 0 | 0 | 0 | 0  | 0  | 0    |                                                    |
| 13   | S. D. Noja                | 0    | 0  | 0 | 0 | 0 | 0  | 0  | 0    |                                                    |
| 14   | C. D. Revilla             | 0    | 0  | 0 | 0 | 0 | 0  | 0  | 0    |                                                    |
| 15   | Selaya F. C.              | 0    | 0  | 0 | 0 | 0 | 0  | 0  | 0    |                                                    |
| 16   | S. D. Torina              | 0    | 0  | 0 | 0 | 0 | 0  | 0  | 0    | Descenso a Regional Preferente                     |
| 17   | C. D. Tropezón            | 0    | 0  | 0 | 0 | 0 | 0  | 0  | 0    | Descenso a Regional Preferente                     |
| 18   | C. F. Vimenor             | 0    | 0  | 0 | 0 | 0 | 0  | 0  | 0    | Descenso a Regional Preferente                     |

Los primeros partidos se disputarán el 7 de septiembre de 2025.
 Fuente: BeSoccer

### Evolución de la clasificación
| Jornada | 1 | 2 | 3 | 4 | 5 | 6 | 7 | 8 | 9 | 10 | 11 | 12 | 13 | 14 | 15 | 16 | 17 | 18 | 19 | 20 | 21 | 22 | 23 | 24 | 25 | 26 | 27 | 28 | 29 | 30 | 31 | 32 | 33 | 34 |
| Equipo  |   |   |   |   |   |   |   |   |   |    |    |    |    |    |    |    |    |    |    |    |    |    |    |    |    |    |    |    |    |    |    |    |    |    |
| ------- | - | - | - | - | - | - | - | - | - | -- | -- | -- | -- | -- | -- | -- | -- | -- | -- | -- | -- | -- | -- | -- | -- | -- | -- | -- | -- | -- | -- | -- | -- | -- |
|         |   |   |   |   |   |   |   |   |   |    |    |    |    |    |    |    |    |    |    |    |    |    |    |    |    |    |    |    |    |    |    |    |    |    |

## Resultados
| Local \ Visitante         | ALB | BAR | BEZ | CAR | CAS | CAY | COL | ESC | GIM | GUA | LAR | MON | NOJ | REV | SEL | TOR | TRO | VIM |
| ------------------------- | --- | --- | --- | --- | --- | --- | --- | --- | --- | --- | --- | --- | --- | --- | --- | --- | --- | --- |
| S. D. Atlético Albericia  | —   |     |     |     |     |     |     |     |     |     |     |     |     |     |     |     |     |     |
| C. D. Barquereño          |     | —   |     |     |     |     |     |     |     |     |     |     |     |     |     |     |     |     |
| C. D. Bezana              |     |     | —   |     |     |     |     |     |     |     |     |     |     |     |     |     |     |     |
| U. C. Cartes              |     |     |     | —   |     |     |     |     |     |     |     |     |     |     |     |     |     |     |
| Castro F. C.              |     |     |     |     | —   |     |     |     |     |     |     |     |     |     |     |     |     |     |
| C. D. Cayón               |     |     |     |     |     | —   |     |     |     |     |     |     |     |     |     |     |     |     |
| C. D. Colindres           |     |     |     |     |     |     | —   |     |     |     |     |     |     |     |     |     |     |     |
| U. M. Escobedo            |     |     |     |     |     |     |     | —   |     |     |     |     |     |     |     |     |     |     |
| Gimnástica de Torrelavega |     |     |     |     |     |     |     |     | —   |     |     |     |     |     |     |     |     |     |
| C. D. Guarnizo            |     |     |     |     |     |     |     |     |     | —   |     |     |     |     |     |     |     |     |
| C. D. Laredo              |     |     |     |     |     |     |     |     |     |     | —   |     |     |     |     |     |     |     |
| C. D. Montañas del Pas    |     |     |     |     |     |     |     |     |     |     |     | —   |     |     |     |     |     |     |
| S. D. Noja                |     |     |     |     |     |     |     |     |     |     |     |     | —   |     |     |     |     |     |
| C. D. Revilla             |     |     |     |     |     |     |     |     |     |     |     |     |     | —   |     |     |     |     |
| Selaya F. C.              |     |     |     |     |     |     |     |     |     |     |     |     |     |     | —   |     |     |     |
| S. D. Torina              |     |     |     |     |     |     |     |     |     |     |     |     |     |     |     | —   |     |     |
| C. D. Tropezón            |     |     |     |     |     |     |     |     |     |     |     |     |     |     |     |     | —   |     |
| C. F. Vimenor             |     |     |     |     |     |     |     |     |     |     |     |     |     |     |     |     |     | —   |